# Operativo Escudo Norte
El Operativo Escudo Norte fue un plan del gobierno argentino para combatir el narcotráfico, la trata de personas y el contrabando en el norte de Argentina. Con el propósito de controlar los espacios aéreos, terrestres y fluviales de las provincias del norte argentino, las fuerzas de seguridad y armadas desplegaban sus aviones, helicópteros y radares. Fue creado en 2011 por el entonces gobierno de la presidenta Cristina Fernández de Kirchner, coordinándose con el Operativo Fortín iniciado en 2007.
La Gendarmería Nacional, la Prefectura Naval, el Ejército y la Fuerza Aérea Argentina aportaban efectivos, equipos, radares, vehículos y aeronaves a la operación.
Si bien las Fuerzas Armadas podían informar cualquier ilícito que vieran, por la Ley de defensa interior no podían detener sospechosos ni derribar aviones. En enero de 2016 el presidente Mauricio Macri habilitó a la Fuerza Aérea Argentina a intimidar, advertir y derribar aviones narco de ser necesario.
En 2016, al haber finalizado el gobierno de Cristina Kirchner, había una deuda de entre 120 y 140 millones de pesos, en concepto de viáticos, con 1700 efectivos del Ejército que participaron en el operativo.
El operativo habría continuado hasta diciembre de 2017.